# Quilombo Campinho da Independência
O Quilombo Campinho da Independência está localizado entre os povoados de Pedra Azul e Patrimônio, à 20 km do município brasileiro de Paraty, na região sul do estado do Rio de Janeiro. É banhado pelo Rio Carapitanga e contém cachoeiras e matas pertencentes à Mata Atlântica.

## A origem
A origem do Quilombo Campinho da Independência é muito particular. Todos os moradores são descendentes de três escravas: Antonica, Marcelina e Luiza. Segundo as histórias contadas pelos mais velhos, as três não eram escravas comuns, pois possuíam cultura, posses e habitavam a casa-grande. Conta-se também que existiam muitas fazendas no local, inclusive a maior delas: a Fazenda Independência. Após a abolição da escravatura, os fazendeiros abandonaram suas propriedades e foram depois divididas entre aqueles que ali trabalharam.

## Atividades

### Cultivos
Os quilombolas de Campinho cultivam uma grande safra de arroz, feijão e milho. Mas plantam também aipim e cana-de-açúcar, usadas para a produção de diversos produtos. Frutas como manga, graviola e laranja são as mais abundantes.

### O artesanato
A maioria dos moradores são artesãos, e seus balaios, cestos e peneiras entre outros artefatos caseiros são apreciados pelo turistas que visitam a região de Paraty.

## O acervo histórico
Além da história desse quilombo estar guardada na memória dos homens mais antigos, passadas para as novas gerações, a tradição do quilombo pode ser conhecida na Casa do Quilombo, que conta com utensílios e materiais de trabalho usado por seus moradores, além de um amplo acervo fotográfico.